# Play (альбом Брэда Пейсли)
| Совокупная оценка    | Совокупная оценка |
| Источник             | Оценка            |
| -------------------- | ----------------- |
| Metacritic           | (70/100)          |
| Оценки критиков      |                   |
| Источник             | Оценка            |
| Allmusic             | [ 2 ]             |
| Billboard            | (favorable)       |
| Blender              | [ 1 ]             |
| Entertainment Weekly | B-                |
| Hartford Courant     | (favorable)       |
| Los Angeles Times    | [ 6 ]             |
| Mojo                 | [ 1 ]             |
| Slant                | [ 7 ]             |
| Uncut                | [ 1 ]             |
| USA Today            | [ 8 ]             |
| The Village Voice    | (positive)        |

Play — шестой студийный альбом американского кантри-певца и автора-исполнителя Брэда Пейсли, изданный 4 ноября 2008 года на лейбле Arista Nashville. Диск стал № 1 в кантри-чарте Top Country Albums (США).
На 51-й (2009) и  52-й церемониях «Грэмми» (2010) песни с диска получили две номинации в категориях Лучшее инструментальное кантри-исполнение (песня Cluster Pluck выиграла её) и Лучшее инструментальное рок-исполнение (Playing with Fire).
Play это в основном альбом инструментальных треков, в том числе, записанных в 5 дуэтах с такими исполнителями, как B.B. King, Buck Owens, Keith Urban и другими.

## История
Альбом вышел 4 ноября 2008 года на студии Arista Nashville. Брэд Пейсли был соавтором почти всех песен, продюсером альбома был Фрэнк Роджерс. Диск достиг № 9 в хит-параде Billboard 200, а также диск стал № 1 в кантри-чарте Top Country Albums (в 4-й раз в карьере певца во главе этого хит-парада). Один сингл стал № 1 в кантри-чарте США: «Start a Band» (13-й чарттоппер певца в этом основном хит-параде жанра кантри-музыки).
Альбом получил в целом положительные отзывы музыкальных критиков и интернет-изданий, например от таких как Slant, AllMusic, USA Today и других.

## Список композиций
| №                   | Название | Автор(ы)                                        | Длительность |
| ------------------- | --- | ----------------------------------------------- | ------------ |
| 1.                  | «Huckleberry Jam» | Brad Paisley, Frank Rogers                      | 2:52         |
| 2.                  | «Turf's Up» | Paisley, Rogers                                 | 3:30         |
| 3.                  | «Start a Band» (вместе с Keith Urban)                                                                                         | Dallas Davidson, Ashley Gorley, Kelley Lovelace | 5:26         |
| 4.                  | «Kim» | Paisley                                         | 3:58         |
| 5.                  | «Departure» | Paisley, Rogers                                 | 4:28         |
| 6.                  | «Come On In» (при участии Buck Owens)                                                                                         | Buck Owens                                      | 3:53         |
| 7.                  | «Kentucky Jelly» | Paisley, Rogers, Mac McAnally                   | 2:43         |
| 8.                  | «Playing with Fire» | Robert Arthur, Paisley                          | 4:51         |
| 9.                  | «More Than Just This Song» (при участии Steve Wariner)                                                                        | Paisley, Steve Wariner                          | 5:14         |
| 10.                 | «Les Is More» | Paisley, Rogers                                 | 3:18         |
| 11.                 | «Pre-Cluster Cluster Pluck Prequel» (A.K.A. "From Uncle Jimmy to Justin")                                                     | Paisley, Rogers, Kevin "Swine" Grantt           | 1:34         |
| 12.                 | «Cluster Pluck» (при участии James Burton, Vince Gill, Albert Lee, John Jorgenson, Brent Mason, Redd Volkaert, Steve Wariner) | Paisley, Rogers, Grantt                         | 3:31         |
| 13.                 | «Cliffs of Rock City» | Paisley, Arthur                                 | 3:44         |
| 14.                 | «Let the Good Times Roll» (при участии B. B. King)                                                                            | Fleecie Moore, Sam Theard                       | 5:30         |
| 15.                 | «What a Friend We Have in Jesus»                                                                                              | Traditional                                     | 2:31         |
| 16.                 | «Waitin' on a Woman» (при участии Andy Griffith)                                                                              | Don Sampson, Wynn Varble                        | 5:02         |
| Общая длительность: | Общая длительность: | Общая длительность:                             | 62:06        |

## Чарты

### Альбом
| Чарт (2008)                       | Высшая позиция |
| --------------------------------- | -------------- |
| U.S. Billboard Top Country Albums | 1              |
| U.S. Billboard 200                | 9              |
| Canadian Albums Chart             | 23             |

### Синглы
| Год  | Сингл                                 | Высшая позиция в чарте | Высшая позиция в чарте | Высшая позиция в чарте |
| Год  | Сингл                                 | US Country             | US                     | CAN                    |
| ---- | ------------------------------------- | ---------------------- | ---------------------- | ---------------------- |
| 2008 | «Start a Band» (вместе с Keith Urban) | 1                      | 55                     | 51                     |